# 高登龍
高登龍（？—？），字時升，號澍褰，南直隶淮安府山陽县人，明朝政治人物。同进士出身。

## 生平
萬曆二十八年（1600年）庚子科舉人，三十二年（1604年）甲辰科進士。户部觀政，三十三年授户部主事，三十六年升郎中，三十八年升平陽知府，四十三年升河南副使，四十四年丁憂，四十八年（1620年）起福建海道副使，天启元年调陕西榆林路副使，本年保留福建副使，三年升山东右参政，四年回籍养病。

## 家族
弟高登瀛，戊午科舉人。高登泰，天启甲子科舉人。